# Migel-Max Schmeling
Migel-Max Schmeling (* 17. Februar 2000 in Gelsenkirchen) ist ein deutscher Fußballspieler, der als Verteidiger zum Einsatz kommt.

## Karriere
Schmeling wurde in Gelsenkirchen geboren und begann bereits als Vierjähriger bei der DJK Eintracht Erle aus dem gleichnamigen Stadtteil mit dem Fußballspielen. Im Jahr 2008 wurde er im Nachwuchsleistungszentrum des Bundesligisten FC Schalke 04 aufgenommen und bis zur C-Jugend ausgebildet. Im Anschluss folgte ein Wechsel zum MSV Duisburg, in dessen Jugendmannschaften der Verteidiger in der B- und in der A-Junioren-Bundesliga eingesetzt wurde. Sowohl die U17 als auch die U19 führte Schmeling in jeweils einer Saison als Mannschaftskapitän aufs Feld. Anfang 2018 durfte er zusammen mit Vincent Gembalies am Wintertrainingslager der Profis in Portugal teilnehmen.
Zur Zweitligasaison 2018/19 wurde der Abwehrspieler unter Cheftrainer Ilia Gruev nach Erhalt eines bis Juni 2020 gültigen Profivertrags als „Local Player“ in den Kader der ersten Mannschaft integriert, kam jedoch weiterhin nur für die A-Junioren zum Einsatz. Beim 2:0 über die SpVgg Greuther Fürth in der 1. Hauptrunde des DFB-Pokals 2019/20 schickte Trainer Torsten Lieberknecht den 19-Jährigen kurz vor Schluss aufs Feld, beim 2:1 über 1860 München am 9. Drittliga-Spieltag stand er dann in der Duisburger Startelf und konnte zugleich seine erste Torvorlage beisteuern. In der Folge erlitt der Verteidiger mehrere kleinere Fußverletzungen und hatte das Nachsehen gegenüber den Stammspielern Arne Sicker und Joshua Bitter. Er bestritt sieben weitere Ligaspiele, wurde mit dem MSV Herbstmeister und verpasste mit ihm am Saisonende den direkten Wiederaufstieg. Nach Ablauf seines Vertrages verließ Schmeling den Verein.
Zur Saison 2020/21 schloss sich Schmeling in der viertklassigen Regionalliga West der zweiten Mannschaft von Borussia Dortmund an. Er kam unter dem Cheftrainer Enrico Maaßen jedoch nur zu 5 Einwechslungen. Die Mannschaft wurde am Saisonende Meister und stieg in die 3. Liga auf. Zur Saison 2021/22 wechselte Schmeling zum Drittligisten SC Verl. Nach nicht mal drei Monaten im Verein und ohne Einsatz in der 3. Liga wurde der Vertrag zwischen SC Verl und Migel-Max Schmeling im beiderseitigen Einvernehmen wieder aufgelöst. Als Grund gab Schmeling einen „familiären Vorfall“ an. Er wechselte daraufhin zum Dortmunder Westfalenligisten TuS Bövinghausen, bei dem er zweieinhalb Jahre blieb und zur Saison 2022/23 den Aufstieg in die Oberliga Westfalen schaffte. Im Januar 2024 verließ er den Verein um sich dem Regionalligisten Wuppertaler SV anzuschließen.
Nachdem er in Wuppertal nur eine untergeordnete Rolle gespielt hatte, wechselte Schmeling zum Ligakonkurrenten und Aufsteiger Türkspor Dortmund. Diesen verließ er aber bereits Ende August 2024 wieder aus persönlichen Gründen und schloss sich dem Sechstligisten Westfalia Herne an.

## Sonstiges
Als Juniorenspieler des FC Schalke nannte Schmeling Mario Götze vom Dortmunder Rivalen als seinen Lieblingsspieler.

## Erfolge
- Meister der Regionalliga West und Aufstieg in die 3. Liga: 2021